# Monument voor Pieter Jelles Troelstra
Het Monument voor Pieter Jelles Troelstra is een gedenkteken in de Friese plaats Stiens ter ere van de Nederlandse politicus, dichter, advocaat en journalist Pieter Jelles Troelstra (20 april 1860 - 12 mei 1930). Specifiek wordt met het monument zijn bijdrage aan de Friese taal geëerd. Het is ontworpen door Tjipke Visser en werd onthuld in 1933.

## Voorstelling
Het monument stelt in diep reliëf Pieter Jelles Troesta in driekwart voor. Het is samen met een drieregelige tekst uitgevoerd in zandsteen en ingemetseld in een muurtje met een boog van baksteen. Hiervoor staat een gemetselde plantenbak. De tekst onder het portret leest:
oan de neitins fen piter jelles
frysk dichter en skriuwer
fen de friezen 20-4-1933

## Achtergrond
Pieter Jelles Troelstra heeft in zijn jeugd vanaf 1869 korte tijd in Stiens gewoond. Hij was een bevlogen dichter in de Friese taal. Het was zelfs niet zijn politieke loopbaan, maar zijn poëzie die hem tot beroemdheid in Friesland heeft gemaakt. Dit was de reden dat de Friese beweging in 1930 besloot hem met een monument te eren, vier genootschappen namen daartoe gezamenlijk het initiatief.
De Friese beeldhouwer Tjipke Visser kreeg de opdracht voor het gedenkteken. Hij had in de jaren twintig en dertig veel socialistische opdrachtgevers, onder andere de SDAP, de partij van Troelstra. Visser maakte bijvoorbeeld een portret en een grafmonument voor politicus Floor Wibaut (respectievelijk 1934 en 1937), een grafmonument voor de grondlegger van de SDAP in Leeuwarden Lourens Zandstra (1923), een grafsteen en monument voor de dichter Carel Steven Adama van Scheltema (1925 en 1933) en een portret van minister Willem Albarda (1939). Ook maakte de beeldhouwer sculpturen voor het gebouw van de Arbeiderspers in Arnhem (1938). Visser werkte aan het monument voor Troelstra in zijn atelier aan de Binnenkant in Amsterdam.
Het beeld werd op 20 april 1933 onthuld door een jeugdvriend van Troelstra, B.C. Algra. De burgemeester van Leeuwarderadeel, Jan Jansonuis nam het gedenkteken namens de gemeente in ontvangst. Aanwezig bij de plechtigheid waren onder andere de vrouw van Troelstra, Sjoukje Oosterbaan, zijn zoon Jelle Troelstra en de kunstenaar.

## Na de plaatsing
Na de plaatsing werd het monument aangedaan voor verschillende herdenkingen. Zo werd in 1950 door Nico (Nathan) Bloemendaal een krans bij het monument gelegd. Hij was rayondirecteur van de Arbeiderspers, de uitgever van het socialistische dagblad Het Volk, waarvan Troelstra vanaf 1900 de eerste hoofdredacteur was. In 1960, honderd jaar na de geboorte van Troelstra, werd er eveneens een ceremonie gehouden met een kranslegging. Oud-premiers Pieter Sjoerds Gerbrandy en Willem Drees, oud-minister Anne Vondeling, Eerste Kamerlid Hein Vos en Jelle Troelstra waren hier bij aanwezig.
Het gedenkteken is in het verleden meerdere malen gevandaliseerd, waarbij de neus van Troelstra het moest ontgelden.